# Benjamin Bratt
Benjamin Bratt (sinh ngày 16 tháng 12 năm 1963) là một nam diễn viên người Mỹ.

## Danh sách phim

### Điện ảnh
| Năm  | Tên                                 | Vai                                | Ghi chú    |
| ---- | ----------------------------------- | ---------------------------------- | ---------- |
| 1988 | Lovers, Partners & Spies            | Esteban                            |            |
| 1989 | Nasty Boys                          | Eduardo Cruz                       |            |
| 1990 | Bright Angel                        | Claude                             |            |
| 1991 | One Good Cop                        | Felix                              |            |
| 1991 | Chains of Gold                      | Carlos                             |            |
| 1993 | Blood In Blood Out                  | Paco Aguilar                       |            |
| 1993 | Demolition Man                      | Officer Alfredo Garcia             |            |
| 1994 | Clear and Present Danger            | Captain Ramírez                    |            |
| 1994 | The River Wild                      | Ranger Johnny                      |            |
| 1996 | Follow Me Home                      | Abel                               |            |
| 2000 | The Next Best Thing                 | Ben Cooper                         |            |
| 2000 | The Last Producer                   | Damon Black                        |            |
| 2000 | Red Planet                          | Lt. Ted Santen                     |            |
| 2000 | Miss Congeniality                   | Eric Matthews                      |            |
| 2000 | Traffic                             | Juan Obregón                       |            |
| 2001 | Piñero                              | Miguel Piñero                      |            |
| 2002 | Abandon                             | Wade Handler                       |            |
| 2004 | The Woodsman                        | Carlos                             |            |
| 2004 | Catwoman                            | Tom Lone                           |            |
| 2005 | Thumbsucker                         | Matt Schramm                       |            |
| 2005 | The Great Raid                      | Lt. Col. Henry Mucci               |            |
| 2007 | Love in the Time of Cholera         | Dr. Juvenal Urbino                 |            |
| 2008 | Trucker                             | Leonard "Len" Bonner               |            |
| 2009 | Cloudy with a Chance of Meatballs   | Manny                              | Lồng tiếng |
| 2009 | The People Speak                    | (Chính mình)                       |            |
| 2009 | La Mission                          | Che Rivera                         |            |
| 2013 | Snitch                              | Juan Carlos "El Topo" Pintera      |            |
| 2013 | The Lesser Blessed                  | Jed                                |            |
| 2013 | Despicable Me 2                     | Eduardo Perez / El Macho           | Lồng tiếng |
| 2013 | Cloudy with a Chance of Meatballs 2 | Manny                              | Lồng tiếng |
| 2015 | Justice League: Gods and Monsters   | Lor-Zod / Hernan Guerra / Superman | Lồng tiếng |
| 2016 | Ride Along 2                        | Pope                               |            |
| 2016 | Special Correspondents              | John Baker                         |            |
| 2016 | The Infiltrator                     | Roberto Alcaino                    |            |
| 2016 | Doctor Strange                      | Jonathan Pangborn                  |            |
| 2017 | Shot Caller                         | Sheriff Sanchez                    |            |
| 2017 | Coco                                | Ernesto de la Cruz                 | Lồng tiếng |